# HMAS Orara
La SS Orara  fu un piroscafo da carico e trasporto passeggeri australiano, con scafo in acciaio, utilizzato anche come dragamine ausiliario e nave scuola antisommergibile dalla Royal Australian Navy nel corso della seconda guerra mondiale. Venduto a una società cinese dopo la fine del conflitto andò persa per urto contro una mina il 19 giugno 1950, quando portava il nome di Santos e navigava sotto bandiera panamamense.

## Storia
La SS Orara fu costruita in Scozia nel 1907, presso il cantiere navale Scott of Kinghorn di Burntisland, per la North Coast Steam Navigation Company Ltd. del Nuovo Galles del Sud, per svolgere compiti di navigazione costiera come nave da trasporto passeggeri e piroscafo per trasporto carichi mercantili. La nave era lunga 73,24 m, larga 10,33 m e pescava 6,3 m. L'apparato propulsivo era costituito da una macchina vapore a triplice espansione erogante la potenza di 201-216 shp. La Orama aveva una capacità di trasporto pari a 50 passeggeri in prima classe e 150 in seconda classe.  Era la seconda nave della North Coast Steam Navigation Company a portare il nome di Orara. La prima era stata un piroscafo da carico, con scafo in legno, costruito nel 1898 e naufragato nel 1899. La Orama fu varata il 6 novembre 1907, madrina fu la signora Mary D. Orr. Durante le prove in mare, raggiunse una velocità massima continuativa di 10 nodi, che mantenne per otto ore, e la velocità massima della nave raggiunse i 15-16 nodi. La nave partì da Glasgow a Sydney il 23 novembre, arrivando l'11 gennaio 1908.
La Orara fu impiegata per la prima volta per effettuare il servizio espresso tra Sydney e Byron Bay, una rotta percorsa dalla nave da quasi 30 anni.  Dal 1911 al 1939 intraprese questa rotta lungo insieme al Wollongbar. La Orara salpava da Sydney alle 9:00 del sabato e da Byron Bay alle 19:00 del martedì, mentre il Wollongbar salpava da Sydney alle 23:00 del martedì e da Byron Bay alle 19:00 del sabato.  Successivamente per la "Orara" si iniziò anche a organizzare escursioni domenicali a Cronulla e Port Hacking, offrendo a molti abitanti di Sydney il primo assaggio di viaggio per mare.
Nel 1934 ricevette il segnale di chiamata marittimo VJVD che sostituì per la Orara  il codice a lettere HLTM.
Il 9 settembre 1939, dopo lo scoppio della seconda guerra mondiale, la Orara fu requisita dalla Royal Australian Navy per essere impiegata come dragamine ausiliario. La nave era equipaggiata con attrezzature per lo sminamento e armata con un cannone QF 4-inch naval gun Mk XVI da 102 mm , due mitragliatrici Lewis da 7,7 mm e quattro bombe di profondità (e due cannoni Oerlikon da 20 mm secondo un'altra fonte).
A partire dal 9 ottobre venne impiegata come nave comando della 20th Minesweeping Flotilla con il pennant number J-130. Suo primo comandante fu il tenente comandante J.V.W. Frizelle.  L'incrociatore ausiliario tedesco Penguin posò le prime mine già nel mese di novembre lungo la rotta di marittima per Sidney cogliendo il primo successo il 7 novembre quando andò perso il piroscafo Cambridge, salpato da Melbourne per Sydney, che fu affondato vicino al promontorio di Wilson, risultato anche esso minato.
L'Orara giunse in zona alle 9:20 del giorno successivo e soccorse i superstiti del Cambridge che furono sbarcati quella notte.  Il giorno successivo anche l'Orara, con l'ex peschereccio Durraween, distrusse due mine in quindici minuti e le affondandole entrambe a colpi di fucile.  Secondo Mike Richards, l'Orara fu messa in disarmo per qualche tempo dopo le prime missioni di sminamento e dal settembre 1943, fu riadattata come nave scuola antisommergibile.   Il 28 marzo 1944 la nave lasciò Sydney e si recò in Nuova Guinea, dove rimase per i successivi 10 mesi, tornando a Sydney il 19 gennaio 1945. Durante la guerra morì solo un marinaio dell'equipaggio della Orara, il meccanico di quarta classe John Gibb.
Dopo la fine della guerra la nave fu messa in riserva il 14 maggio 1945, ancorata a Sidney, e il 7 dicembre fu acquistata dal precedente proprietario insieme alla Coolebar per 27.000 sterline. Il 28 giugno 1946 la Orara fu venduta alla società AJ Elleker di Sydney per 12.000 sterline. A causa della sua vetustà non rientrò mai in servizio di linea nelle acque australiane, in quanto il suo utilizzo sarebbe stato antieconomico.  Nel 1947 la nave fu venduta alla società cinese Fu Chan e trasferita in Cina nel 1948 ricevette il nuovo nome Pearl River.  Nel 1949 cambiò nome in Hong Shan, e nel 1950 fu venduta alla Willem & Co., ribattezzata Santos, e registrata a Panama.  Il nave 19 giugno 1950 la nave salpò da Shangai per il porto di Qingdao e mentre era in navigazione colpì una mina il a circa 12 miglia al largo del forte Woo Sung alla foce del fiume Yangtze affondando con la morte di molti dei passeggeri.

### Fonti
1. 1 2 3 4 5 6 7 8  Flottilla Australia.
2. 1 2 3 4 5 6 7 8 9 10 11 12  Collection.
3. 1 2 3 4 5 6 7 8 9 10 11 12  Cassells 2010, p. 195.
4. ↑  (EN) North Coast Company's new steamers, in The Sydney Morning Herald, 7 ottobre 1907,  p. 8. URL consultato l'8 febbraio 2012.
5. 1 2 3 4  Gillett 1983, pp. 174-178.
6. ↑  Trove.
7. ↑  (EN) Steamers and Motorships (PDF), in Lloyd's Register, II, London, Lloyd's Register, 1945. URL consultato il 25 gennaio 2021.
8. ↑  (EN) Steamers and Motorships (PDF), in Lloyd's Register, I, London, Lloyd's Register, 1930. URL consultato il 25 gennaio 2021.
9. ↑  Edwards 2001, pp. 69-70.
10. 1 2 3  Edwards 2001, p. 196.
11. ↑  (EN) Two Ships Reported Sunk, in The Morning Bulletin, 21 giugno 1950,  p. 4. URL consultato l'8 febbraio 2012.